# Albanien ... marts 90
Albanien ... marts 90 er en dansk dokumentarfilm fra 1990 instrueret af Ib Makwarth efter eget manuskript.

## Handling
Filmholdet besøgte Albanien for at "forsøge at opleve hverdagen i det ellers så lukkede land, Østeuropas sidste socialistiske bastion." Det fandt personkulten omkring landsfaderen Enver Hoxa voldsom, men også at åbenheden omkring arbejdspladsproblemer var til stede, at minoriteter behandles ordentligt, at der er en relativt stor filmindustri, at de unge er veluddannede m.m. En oversigtlig rapport fra et land, som på filmholdet ikke virkede så isoleret, som det havde forventet. Siden er meget sket i Albanien.